# Brădețel, Gorj
Brădețel este un sat în comuna Mătăsari din județul Gorj, Oltenia, România.
 Acest articol despre o localitate din județul Gorj este deocamdată un ciot. Puteți ajuta Wikipedia prin completarea lui.